# Piquete (ort)
Piquete är en ort i Brasilien.   Den ligger i kommunen Piquete och delstaten São Paulo, i den sydöstra delen av landet, 800 km söder om huvudstaden Brasília. Piquete ligger 642 meter över havet och antalet invånare är 13 844.
Terrängen runt Piquete är varierad. Närmaste större samhälle är Lorena, 14,0 km söder om Piquete.
Omgivningarna runt Piquete är huvudsakligen savann. Runt Piquete är det ganska tätbefolkat, med 155 invånare per kvadratkilometer.